# Sambhal
Sambhal (hindi संभल) – miasto w północnych Indiach w stanie Uttar Pradesh, na Nizinie Hindustańskiej.
Populacja miasta w 2001 roku wynosiła 182 930 mieszkańców.
W mieście rozwinął się przemysł spożywczy oraz włókienniczy.